# 鳥取市立明徳小学校
鳥取市立明徳小学校（とっとりしりつ めいとくしょうがっこう）は、鳥取県鳥取市行徳一丁目にある公立小学校。

## 開校までの経緯
吉方（現・吉方温泉）にある日進小学校では児童が急増し、特別教室や下足場まで普通教室に転用しても収容しきれず、昭和23年度には32学級1568名まで膨らんでいた。さらに翌年度には34学級まで増えることが見込まれたが校地拡張の余地はなく、校舎増築も不可能であった。鳥取市長の竹田平一はこれを憂慮し、行徳210番地の水田を買収して分校を建築することを決意、1949年（昭和24年）5月11日に10教室などの第1期工事が竣工した。戦後の資材の乏しい時期の建築であったが、文部省のモデルスクールとなり視察者が多かった。
第1期工事竣工前の3月から、日進小学校の分校ではなく独立校とする議が起きその方針で進むことになったが、28日に竹田市長が急逝したことにより新たに森中豊治市長が後を継ぎ、5月18日に設置認可申請書を提出、7月28日認可された。新学校は明徳小学校と命名され、日進小学校から275名の他、富桑小学校から130名、その他11名の計416名で開校式を挙行した。

## 沿革
- 1949年（昭和24年）
  - 3月 - 鳥取市議会において独立校設置を決議。
  - 5月11日 - 第1期工事竣工。
  - 5月14日 - 校区および校名確定協議会が開かれ、校名「明徳小学校」と決定。校区は全児童を収容できる校舎が竣工するまで暫定校区を設定。
  - 9月 - 明徳小学校育成会結成。
  - 9月1日 - 始業式が降雨により廊下で行われた。
  - 10月1日 - 開校式を挙行、この日も降雨のため廊下で行われた。またこの日を創立記念日と定めた。
- 1950年（昭和25年）
  - 4月 - 校章制定。
  - 5月 - 第2期工事竣工。
  - 10月 - 校歌制定（作詞：川口義克、作曲：小泉恵[2]）。
- 1951年（昭和26年）
  - 8月 - 第3期工事竣工。
  - 10月 - 第4期工事竣工。これにより全校区の児童を収容した。
- 1952年（昭和27年）
  - 4月 - 鳥取大火により学校を開放する。罹災者を収容、鳥取郵便局に6教室貸与。また校舎を焼失した醇風小学校に6教室提供する（1952年8月まで）。
  - 6月 - 学校給食調理室竣工。
- 1956年（昭和31年）10月 - 学校給食完全実施。
- 1958年（昭和33年）10月1日 - 東隣に鳥取市立体育館が竣工、市制施行70周年と火災復興を祝う記念式典挙行（体育館は後に吉成に移転して鳥取市民体育館となり、跡地は校地拡張により現在の校舎が建つ）。
- 1964年（昭和39年）9月 - 創立15周年記念として、プール竣工。
- 1970年（昭和45年）2月 - 校旗制定。
- 1971年（昭和46年）8月 - 家庭科教室の改築（旧給食調理室）。
- 1973年（昭和48年）3月 - 岩石教材園を新設。
- 1977年（昭和52年）6月 - 校舎増改築工事により、鉄筋コンクリート3階建15教室竣工。
- 1978年（昭和53年）8月 - 校舎増改築により鉄筋コンクリート3階建竣工。
- 1981年（昭和56年）
  - 7月 - 水泳プール竣工。
  - 12月 - 鉄筋平屋建屋内運動場竣工。
- 1984年（昭和59年）10月 - 創立35周年記念として、キャンプ用天幕、幔幕、ビデオセット等を設置。
- 1988年（昭和63年）9月 - 理科環境整備（学級園、流水実験場、実験観察池等）。
- 1989年（平成元年）10月 - 創立40周年記念式典挙行、明窓会寄贈によるピアノ演奏会。
- 1998年（平成10年）
  - 3月 - 防球ネット・遊具設置。
  - 10月 - 創立50周年記念式典挙行、並びに記念石碑「強く、明るく、心ゆたかに」設置。
- 2001年（平成13年）1月 - グランド北側フェンス全面補修。
- 2002年（平成14年）9月 - パソコン室整備。
- 2003年（平成15年）9月 - パソコン26台整備。
- 2004年（平成16年）
  - 6月 - ハイクロネータ設置（プール）
  - 8月 - 中校庭に藤棚設置（明徳公民館より）。
- 2005年（平成17年）
  - 9月 - 保健室改修。
  - 12月 - ビオトープ整備。
- 2007年（平成19年）6月 - さつまいも畑造成。
- 2009年（平成21年）10月 - 60周年記念式典挙行。
- 2010年（平成22年）7月 - 環境緑化記念式典挙行。
- 2011年（平成23年）6月 - 校庭一部芝生化。
- 2013年（平成25年）7月 - 耐震補強工事開始。
- 2014年（平成26年）3月 - 耐震補強工事終了。
- 2015年（平成27年）
  - 5月 - 体育館耐震補強工事開始。
  - 6月 - 体育館横プレハブ倉庫設置。
  - 10月 - 体育館耐震補強工事終了。体育館LED照明設置。

（参考：学校の歴史・）

## 通学区域
- 今町一丁目、今町二丁目、扇町の一部、瓦町、行徳一丁目、行徳二丁目の一部、行徳三丁目の一部、幸町、東品治町、南町（旧梶川、旧瓦町地区）

## 進学先中学校
- 鳥取市立西中学校

## 交通アクセス
- 鳥取市100円循環バス「くる梨」赤コース（路線番号：01）「トスク本店」バス停から、徒歩約215m・約3分。
- JR山陰本線鳥取駅（北口）から、徒歩約860m・約13分（直線距離は近いが、道路の関係でやや遠回りとなる）。

## 学校周辺
- 第一学校給食センター - 同一敷地内
- 明徳地区公民館
- 旧トスク本店